# Большой Калташ
Большой Калташ (Большой Колташ) — река в России, протекает по Таштагольскому району Кемеровской области.
Устье реки находится на высоте 388 м над уровнем моря в 275 км по левому берегу реки Кондома. Длина реки составляет 14 км.

## Данные водного реестра
По данным государственного водного реестра России относится к Верхнеобскому бассейновому округу, водохозяйственный участок реки — Кондома, речной подбассейн реки — Томь. Речной бассейн реки — (Верхняя) Обь до впадения Иртыша.
Код водного объекта в государственном водном реестре — 13010300112115200009486.